# Belozersk
Belozersk (del ruso: Белозе́рск) es una ciudad rusa, capital del ókrug municipal homónimo en la óblast de Vólogda. Está situada en la orilla meridional del lago Béloye, que le da nombre. Se encuentra a 148 km al noroeste de Vólogda.
En 2023, la ciudad tenía una población de 8183 habitantes.

## Historia

Mapa del embalse de Rýbinsk en el que aparece —arriba, sobre la orilla meridional del lago Béloye—, Belozersk

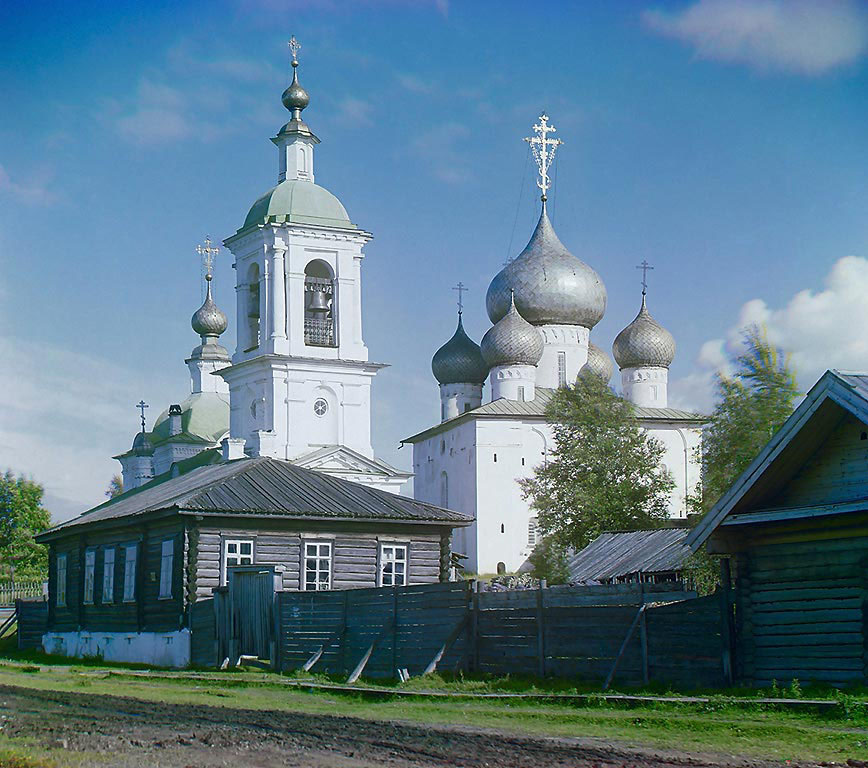
Catedral de Belozersk, fotografía tomada por Serguéi Prokudin-Gorski en 1909.

Hasta 1777, la localidad era conocida bajo el nombre de Beloózero (Белоо́зеро), literalmente "ciudad del lago blanco", por estar a orillas del lago. 
La primera mención escrita sobre Belozersk aparece en la Crónica de Néstor y remonta al año 862. Beloziorsk fue la quinta ciudad rusa después de Stáraya Ládoga, Nóvgorod, Pólotsk y Rostov. La localidad se fue trasladando en diferentes ocasiones de un punto a otro sobre las orillas del lago.
En el siglo XI, la ciudad estaba poblada sobre todo por habitantes de tribus ugrofinesas que resistieron fuertemente a la cristianización. En 1071, los sacerdotes paganos locales se rebelaron, pero fueron derrotados por el jefe militar o týsiatski de Sviatoslav II de Kiev Yan Vyshátich. La Crónica de Néstor informa de que los cuerpos de los sacerdotes muertos fueron colgados de un roble hasta que fueron desgarrados por un oso, considerado por los paganos como un animal sagrado.
Beloózero fue la capital de un pequeño principado, el Principado de Beloózero, entre 1238 y 1370. En 1389, se le reconoció una ligera semi-independencia dentro de Moscovia. En 1352, la ciudad padeció una epidemia de peste que obligó a sus habitantes a abandonar el asentamiento en el que vivían y desplazar la ciudad 17 km al oeste, al lugar donde está ahora. Desde 1486, la ciudad era capital de la provincia de Belo. Por su posición estratégica importante en los límites septentrionales del Gran Ducado, Iván III construye un sistema de fortificaciones que comprende una empalizada de madera y ocho torres de defensa. El siglo XV y el XVI señalaron el apogeo de la ciudad que se convirtió en un nudo comercial entre el norte y el sur de Rusia. A principios del siglo XVII, la ciudad pierde gradualmente su importancia, siendo parcialmente destruida por las tropas polacas. Recibió su nombre actual y el estatus de ciudad en 1777. Con la apertura del canal Beloziorski (Белозёрский канал), entre el lago Onega y el lago Béloye, en 1846, que conectaba a estos con el área del Volga así como la del Sújona con el golfo de Finlandia, la ciudad volvió a cobrar importancia, sobre todo en las áreas relacionadas con la madera.
Tras la Segunda Guerra Mundial, con la apertura del canal Volga-Báltico se inició la modernización del viejo sistema de canales, de modo que la nueva ruta no pasa ya por el lago sino al sur de la ciudad.

## Demografía
| 1897 | 1926 | 1939   | 1959   | 1970   | 1979   | 1989   | 2002   | 2008   |
| ---- | ---- | ------ | ------ | ------ | ------ | ------ | ------ | ------ |
| 6000 | 7000 | 10 300 | 10 400 | 12 100 | 12 200 | 12 352 | 10 975 | 10 258 |

## Patrimonio
Sus monumentos medievales comprenden la iglesia de la Asunción (1552) y la catedral del Salvador (1668). La iglesia de San Elías de madera fue construida en 1690. En los alrededores existen varios monasterios, como el monasterio Kirilo-Belozerski (Kirillo-Belozersky Monastery) o el de Ferapóntov.

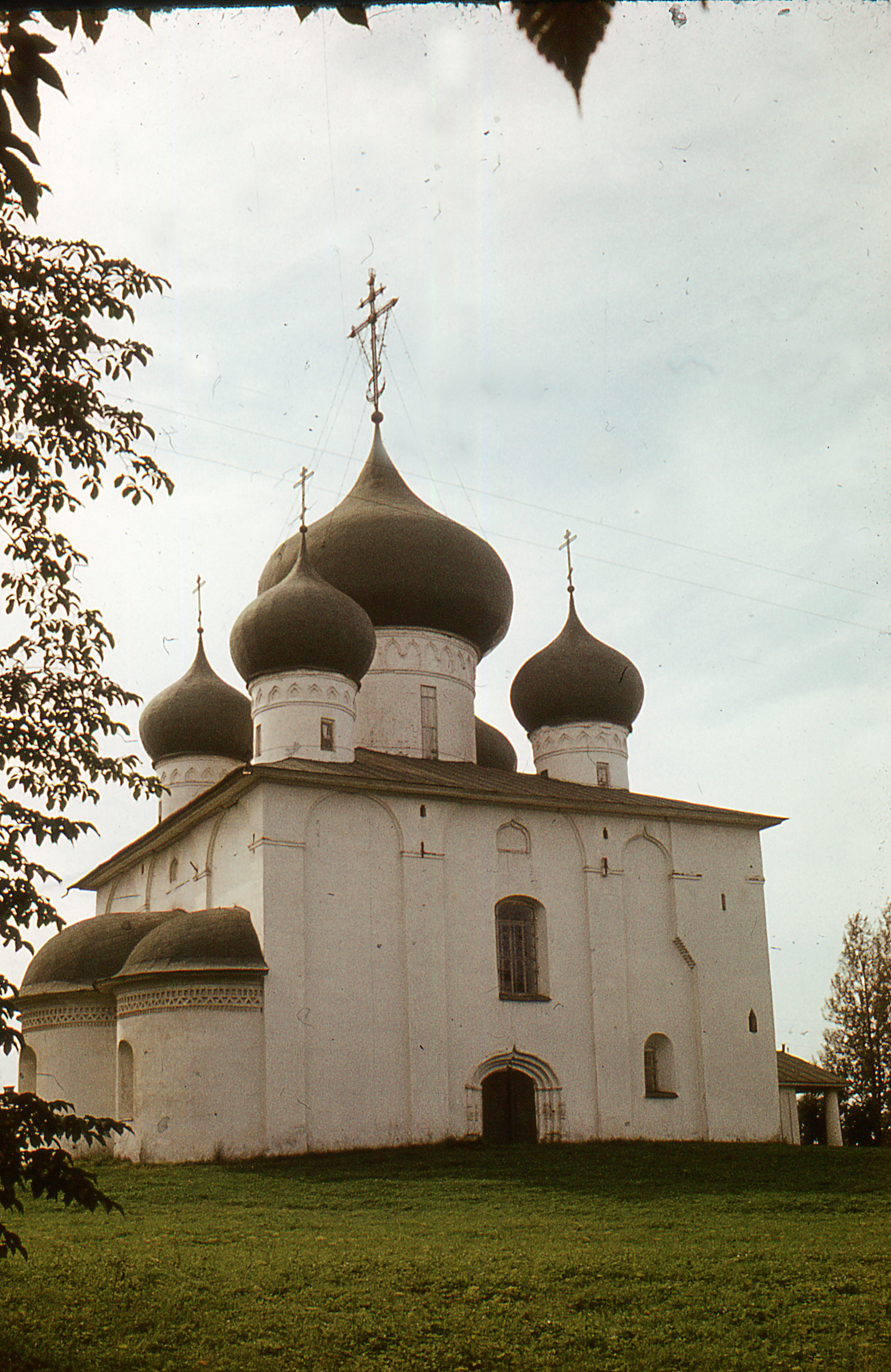
Catedral de la Asunción (1553)
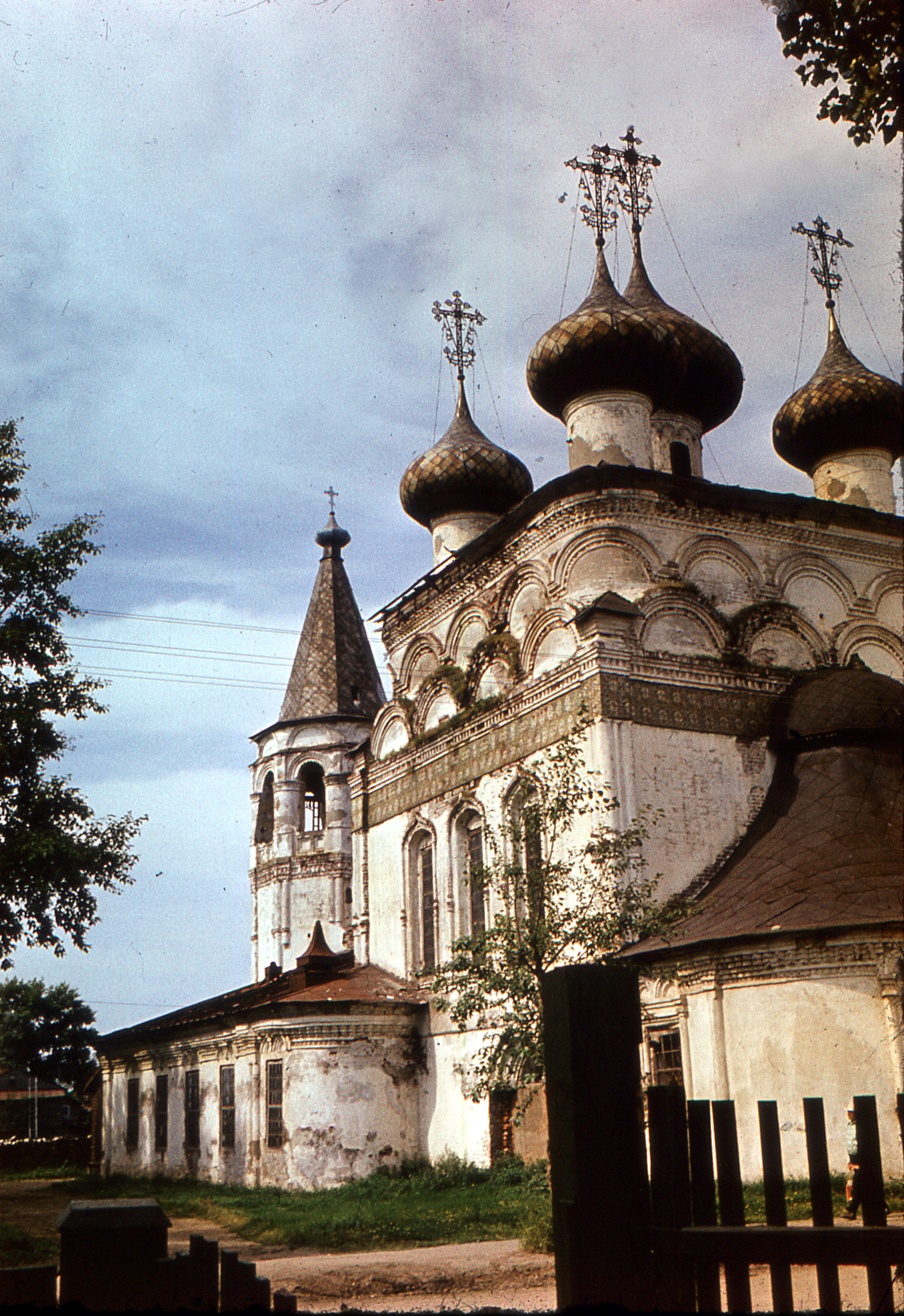
Iglesia Vsemilosriveishego Slas (1723)
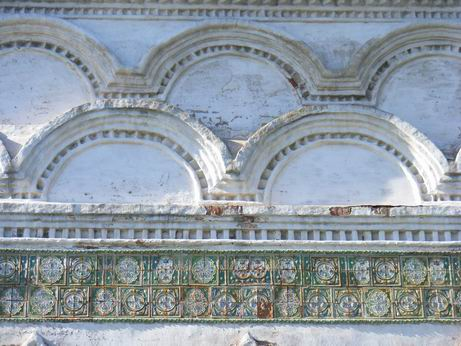
Detalle del mosaico de la anterior iglesia
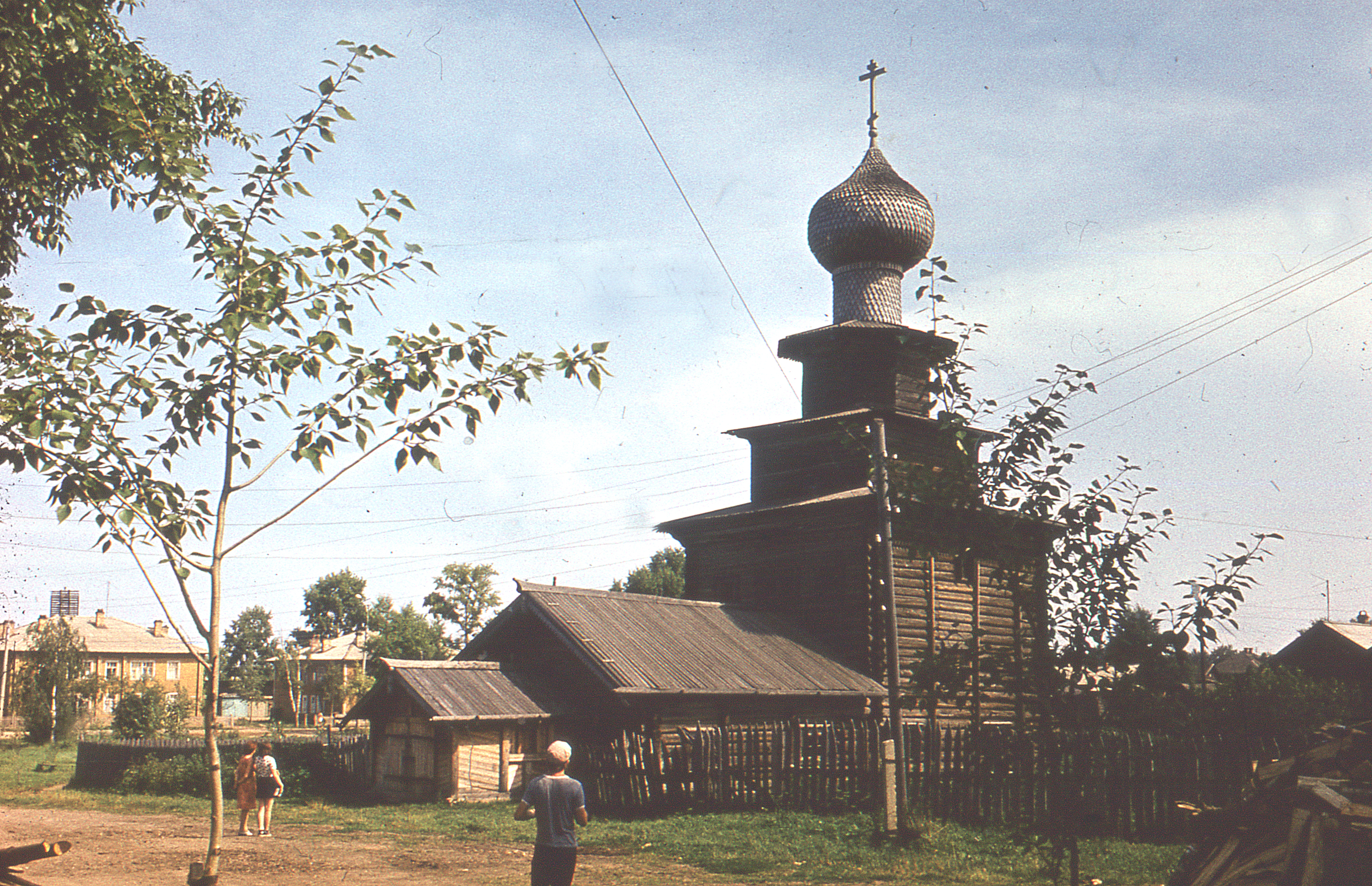
Iglesia de San Elías (1696)
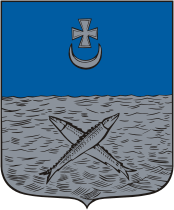
Escudo de Beloziorsk (1781)

## Economía
Además de la producción alimentaria, la industria más importante de Beloziorsk es la de la madera, contando con varias empresas procesadoras de este material.

## Eventos culturales
Anuelamente se celebra el Festival de Artes "Beloozero" (Фестиваль искусств «Белоозеро»), con mercado de artesanías, interpretaciones de folklore y representaciones históricas.